# John Hattie
John Allan Clinton Hattie (Timaru, Nova Zelanda, 1950) és professor d'Educació i Director del Melbourne Education Research Institute de la Universitat de Melbourne, Austràlia des de març de 2011. Abans d'això, va ser professor d'Educació a la Universitat d'Auckland. Va llegir la seva tesi doctoral el 1981 a la Universitat de Toronto, titulada Decision Criteria for Determining Unidimensionality (Criteris de decisió per a la determinació de la unidimensionalitat).
Els seus interessos investigadors se centren en els indicadors de rendiment i l'avaluació educativa, així com en la mesura de la creativitat, i en els models teòrics d'ensenyament-aprenentatge. Defensa que les metodologies dirigides a la millora de l'aprenentatge es basin en recerques quantitatives, científiques. Abans de passar a la Universitat de Melbourne, Hattie va ser membre del grup assessor independent que aconsella al Ministeri d'Educació de Nova Zelanda sobre els estàndards nacionals de lectura, escriptura i matemàtiques a aplicar als estudiants de primària de tot el país. El 2011 va ser distingit com a membre de l'Ordre del Mèrit de Nova Zelanda en 2011 pels seus serveis a l'educació.

## Visible Learning
Hattie és autor del major conjunt de metanàlisis basats en recerques quantitatives dels efectes que tenen sobre els resultats educatius els diferents factors i intervencions. El seu llibre Visible learning presenta els resultats d'aquest estudi, que resumeix la recerca a través d'unes 50.000 recerques empíriques —amb mostres que sumen uns 80 milions d'estudiants— sintetitzades per mitjà d'unes 800 metanàlisis específiques.
L'obra resumeix els resultats de tanta recerca abans dispersa categoritzant-los en sis camps, cadascun dels quals abasta una llista específica de factors:
- El nen, respecte al que s'examinen, per exemple, sis factors.
- La família
- L'escola
- El currículum
- El professor
- Les maneres d'ensenyar, a les quals es dediquen dos capítols.

De la informació derivada d'aquestes recerques s'extreuen conclusions que poden ser útils per millorar l'eficàcia del sistema escolar en el compliment de les seves finalitats. Moltes de les intervencions educatives en les quals es dipositen majors expectatives demostren, de fet, ser improductives; molts factors als quals s'atribueix gran importància són en realitat insignificants. D'altra banda, en destaquen d'altres que realment semblen tenir una influència positiva. En qualsevol intervenció, s'espera un efecte positiu derivat de l'entusiasme dels participants i l'expectativa d'assoliment per part dels estudiants, així que es tracta d'identificar aquelles que, una vegada descomptat aquest biaix, segueixin demostrant, de manera estadísticament significativa, un efecte positiu. S'examinen en total 138 intervencions, de les quals 63 mostren un efecte positiu, encara que en molts casos, molt modest. D'altres produeixen resultats per sota d'aquest límit i no es justificaria la seva aplicació i algunes, fins i tot, produeixen resultats negatius.
Aquesta obra ha estat criticada per contenir errors estadístics i metaanàlisis enganyoses.

## Obra
- Hattie, John A. (2008). Visible Learning: A Synthesis of Over 800 Meta-Analyses Relating to Achievement. ISBN 0-415-47618-6.
- Hattie, John A. (2011). Visible Learning for Teachers: Maximizing Impact on Learning. ISBN 0-415-69015-3.
- Fletcher, Richard B.; Hattie, John A. (2011). Intelligence and Intelligence Testing.